# Seabord World Airlines

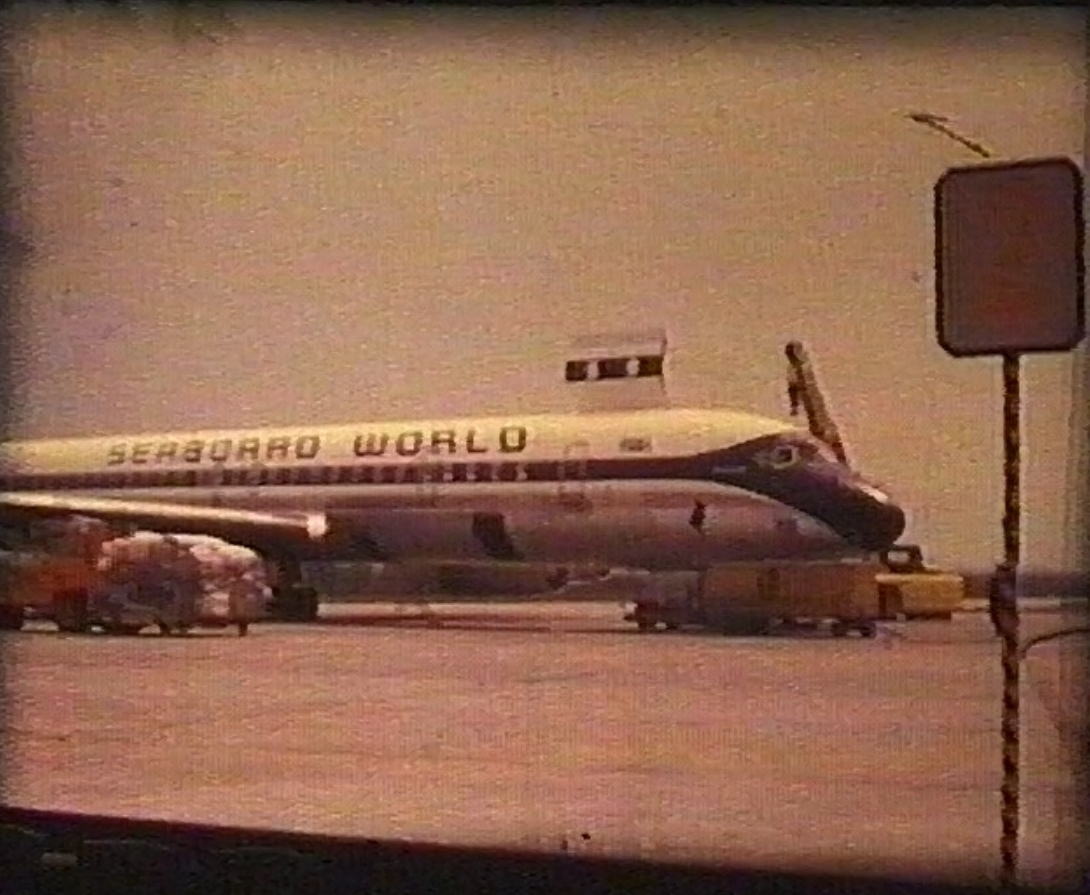

La Seaboard World Airlines era una compagnia aerea cargo con sede negli Stati Uniti. Fu fondata il 16 settembre 1946 come Seaboard & Western Airlines. Ha adottato il nome Seaboard World Airlines nel mese di aprile del 1961. il servizio cargo è iniziato nel 1964 con l'introduzione del Douglas DC-8.
Il 1º ottobre 1980 la compagnia si è fusa con la Flying Tiger Line con conseguente perdita della propria identità aziendale.
La compagnia aerea ha svolto un ruolo fondamentale nella guerra del Vietnam, con Douglas DC-8 Super 63 jet che si connettevano presso la McChord Air Force Base, Washington e la Cam Ranh Base, nel Vietnam del Sud, abbastanza vicino alla prima linea con il Nord Vietnam. Nel 1968, uno di questi voli operativi come Seaboard World Airlines Flight 253 fu costretto ad atterrare in Unione Sovietica con 214 militari americani a bordo.

## Incidenti
A Marble Mountain, un DC-8 Super 63 accidentalmente atterrò su un elicottero militare con conseguenze tragiche.

## Curiosità
La Seaboard è stata la prima compagnia aerea a volare con un 747 Freighter in servizio dal Regno Unito verso gli Stati Uniti.